# Pürevdorjiin Serdamba
Pürevdorjiin Serdamba (em mongol: Пүрэвдоржийн Сэрдамба, Ulaanbaatar, 18 de abril de 1985) é um pugilista mongol que representou seu país nos Jogos Olímpicos de Verão de 2008, realizados em Pequim. Competiu na categoria mosca-ligeiro onde conseguiu a medalha de prata após perder a luta final para o chinês Zou Shiming.